# Daniel Negreanu
Daniel Negreanu (Toronto, 26 juli 1974) is een Canadees professioneel pokerspeler van Roemeense afkomst. Hij won in december 2004 voor de tweede keer een hoofdtoernooi op de World Poker Tour (WPT) en op de World Series of Poker Europe 2013 (WSOP) van 2013 zijn zesde WSOP-titel. Negreanu verdiende tot en met november 2021 meer dan $43.994.000,- in pokertoernooien (cashgames niet meegerekend). Hij werd op 2 juli 2014 de meest verdiende toernooispeler aller tijden. In 2014 werd hij toegevoegd aan de Poker Hall of Fame.
Negreanu dankt zijn on-Angelsaksische achternaam aan het feit dat zijn ouders, Annie en Constantin, van Roemeense afkomst zijn. Hij maakte deel uit van een door PokerStars gesponsorde groep pokerprofessionals genaamd 'Team PokerStars' maar besloot eind mei 2019, na 12 jaar, hiermee te stoppen. De hoofdreden hiervoor is zijn recent huwelijk met Amanda Leatherman. Hij speelt online onder het pseudoniem 'KidPoker', wat ook zijn bijnaam is.

## Wapenfeiten

### World Series of Poker
Negreanu begon in 1997 met het winnen van professionele pokertoernooien, zoals het $200 Limit Hold'em-toernooi van Heavenly Hold'em 1997 in Los Angeles en het $1.500 Limit Hold'em-toernooi van de World Poker Finals 1997 in Mashantucket. Op de World Series of Poker van 1998 speelde hij zich voor het eerst in de prijzen op een WSOP-evenement door het $2.000 Hold'em Pot Limit-toernooi direct ook te winnen. Dat was het begin van een reeks die op de World Series of Poker 2011 leidde tot Negreanu's vijftigste geldprijs op een WSOP-toernooi.
Negreanu schaarde zich door de jaren heen onder een select groepje pokerspelers met meerdere WSOP-titels achter hun naam. Hij was verschillende keren dicht bij het verder uitbreiden van zijn aantal gewonnen WSOP-toernooien. Zo werd hij onder meer tweede in:
- het $5000 Omaha Hi/Lo Split-toernooi van de World Series of Poker 2002 (achter Mike Matusow)
- het $3000 No Limit Hold'em-toernooi van de World Series of Poker 2003 (achter Phil Hellmuth)
- het $2500 Limit Hold'em - Six Handed-toernooi van de World Series of Poker 2009 (achter Brock Parker)
- het £10.000 No Limit Hold'em - World Championship Event van de World Series Of Poker Europe 2009 (achter Barry Shulman)
- het $2500 2-7 Triple Draw Lowball-toernooi van de World Series of Poker 2013 (achter Eli Elezra)
- het $10.000 No Limit 2-7 Draw Lowball-toernooi van de World Series of Poker 2014 (achter Paul Volpe)

en
- het $1.000.000 No Limit Hold'em - The Big One for One Drop-toernooi van de World Series of Poker 2014 (achter Daniel Colman)

Daarnaast werd Negreanu tot en met 2014 vijf keer derde of vierde in een WSOP-toernooi. Hij werd in 2013 de eerste speler ooit die voor de tweede keer de WSOP Player of the Year Award won. Dit deed hij eerder in 2004, het jaar waarin de prijs voor het eerst werd uitgereikt. In 2019 won Negreanu voor de derde maal WSOP Player of the Year Award nadat Shaun Deeb 11e eindigde in het laatste toernooi van de WSOP Europe

### World Poker Tour
Het €10.000 Grand Prix de Paris Summer Tournament 2003 in Parijs was in juli 2003 het eerste toernooi van de World Poker Tour waarop Negreanu zich in het prijzengeld speelde. Hij werd zevende van 96 deelnemers. Ook op WPT-toernooien bleef zijn naam vervolgens bij herhaling opduiken in de hogere regionen van de rangschikkingen. Begin 2004 kwam Negreanu enkele keren dicht bij zijn eerste WPT-titel. Eerst werd hij in januari derde in het $7.500 No Limit Hold'em-toernooi van het PokerStars Caribbean Adventure (achter Hoyt Corkins en winnaar Gus Hansen) en twee maanden later tweede op de $7.000 Limit Hold'em Championship Final Day van de PartyPoker.com Million III Limit Hold'em Cruise (achter Erick Lindgren).
In het laatste gedeelte van 2004 was het twee keer wel raak voor Negreanu. In september won hij de  $10.000 No Limit Hold'em Final Day van de Borgata Poker Open in Atlantic City en in december het $15.000 World Poker Tour Championship - No Limit Hold'em van de World Poker Classic in Las Vegas. Daarmee streek hij twee WPT-titels én hoofdprijzen van $1.117.400,- en $1.770.218,- op. Na vervolgens twee derde plaatsen in WPT-toernooien liep Negreanu in januari 2007 nét zijn derde WPT-titel mis. In het $10.000 Main Event - No Limit Hold'em van de World Poker Open in Tunica werd hij nogmaals tweede (achter Bryan Sumner). Ruim een jaar later boekte Negreanu zijn vijftiende WPT-cash en in 2010 zijn twintigste.

### European Poker Tour
Negreanu speelde zich in september 2010 voor het eerst in het prijzengeld op een hoofdtoernooi van de European Poker Tour (EPT). Hij eindigde toen als 115e in het £5.000 No Limit Hold'em - Main Event van de EPT Londen. Een maand later werd hij vierde in het €5.000 No Limit Hold'em - Main Event van de EPT Wenen, goed voor €175.000,- en Negreanu's eerste EPT-finaletafel.

### Titels
Negreanu won ook meer dan twintig titels op evenementen die niet tot de hoofdtoernooien van de WSOP, WPT of EPT behoren, zoals:
- het $7500 Texas Hold'em Championship Event van het United States Poker Championship 1999 in Atlantic City ($210.000,-)
- het $300 Limit 7 Card Stud Hi/Lo-toernooi van de World Poker Challenge 2001 in Reno ($22.503,-)
- het $1000 7 Card Stud-toernooi van Legends of Poker 2001 in Los Angeles ($22.000,-)
- het $1000 Omaha Hi/Lo-toernooi van de L.A. Poker Classic 2002 ($46.740,-)
- het $500 No Limit Hold'em Championship-toernooi van de Linda Johnson Celebrity Challenge 2002 in San Jose ($69.160,-)
- het $1000 No Limit Hold'em-toernooi van Legends of Poker 2002 in Los Angeles ($44.800,-)
- het $500 Pot Limit Omaha-toernooi van de L.A. Poker Classic 2003 ($49.400,-)
- het $10.000 No Limit Hold'em-toernooi van Championship Poker at the Plaza 2004 in Las Vegas ($310.000,-)
- het $10.000 Championship Event - No Limit Hold'em van het WSOP Circuit Event 2006 in Robinsonville ($755.525,-)
- het C$2.500 No Limit Hold'em-toernooi van de British Columbia Poker Championships 2008 in Richmond ($300.708,-)

## WSOP-titels
| Jaar                                    | Event                              | Prijs          | Prijs in $   |
| --------------------------------------- | ---------------------------------- | -------------- | ------------ |
| World Series of Poker 1998              | $2000 Pot Limit Hold'em            | $169.460,-     | $169.460,-   |
| World Series of Poker 2003              | $2000 Limit S.H.O.E.               | $100.440,-     | $100.440,-   |
| World Series of Poker 2004              | $2000 Limit Hold'em                | $169.100,-     | $169.100,-   |
| World Series of Poker 2008              | $2000 Limit Hold'em                | $204.863,-     | $204.863,-   |
| World Series of Poker Asia Pacific 2013 | AU$10.000 No Limit Hold'em         | AU$1.038.825,- | $1.087.160,- |
| World Series of Poker Europe 2013       | €25.600 No Limit Hold'em           | €725.000,-     | $979.955,-   |
| World Series of Poker 2024              | $50.000 Poker Players Championship | $1.178.703,-   | $1.178.703,- |

## Meest verdienende toernooispeler aller tijden
Negreanu won tot en met mei 2014 meer dan $21.000.000,- aan prijzengeld in pokertoernooien (opbrengsten uit cashgames niet meegerekend). Op de World Series of Poker 2014 nam hij vervolgens deel aan de tweede editie van het $1.000.000 The Big One for One Drop-toernooi, een evenement waarin iedere speler zich voor $1.000.000,- inkoopt. Negreanu eindigde dit toernooi als nummer twee, achter de Amerikaan Daniel Colman. Hij verdiende daarmee $8.288.001,-. Door dit bedrag en acht eerdere geldprijzen die Negreanu gedurende de WSOP 2014 binnensleepte, liep zijn totale prijzengeld in pokertoernooien op tot ruim $29.750.000,-. Daarmee passeerde hij op 2 juli 2014 Antonio Esfandiari als best verdienende toernooispeler aller tijden.
In 2018 won Justin Bonomo de Big One for One Drop. Mede door het prijzengeld van dit toernooi passeerde hij Negreanu als best verdienende toernooispeler aller tijden. Anno 2021 is Negreanu de op twee na best verdienende toernooispeler aller tijden, nadat hij in 2019 ook door Bryn Kenney gepasseerd werd.

## Televisie
Negreanu heeft gepokerd in verschillende televisie programma's, zoals High Stakes Poker, Late Night Poker, Poker After Dark en het Poker Superstars Invitational Tournament. Ook was hij commentator van het programma Ultimate Poker Challenge. Op 14 mei 2008 maakte Negreanu zijn debuut in de 'World Cup of Poker' voor Canada. Hij heeft een cameo in de film X-Men Origins: Wolverine, als pokerspeler.

## Podcast en videoblog
Op 17 augustus 2017 lanceerde Daniel Negreanu zijn podcast: de Full Contact Poker Podcast waarin hij regelmatig gasten uitnodigt om te praten over poker en alles wat daarbij hoort. Ook herlanceerde hij zijn YouTube-kanaal 'DNegreanu' waarop hij regelmatig pokerhanden bespreekt of uitleg geeft over het leven van een pokerspeler. Zijn podcast was in 2016 meteen genomineerd als Poker Podcast of the Year tijdens de GPI American Poker Awards, maar verloor uiteindelijk van de Poker Life Podcast van Joe Ingram.

## Computerspel
Negreanu heeft een computerspel uitgebracht genaamd Stacked with Daniel Negreanu. Dat is beschikbaar op PlayStation 2, PlayStation Portable, Xbox en personal computer.